# Марк Мадсен
Марк Овергард Мадсен (дан. Mark Overgaard Madsen; нар. 23 вересня 1984, Нюкебінґ Фальстер) —  данський борець греко-римського стилю, п'ятиразовий призер чемпіонатів світу, призер чемпіонату Європи, учасник трьох Олімпійських ігор, срібний олімпійський медаліст.

## Життєпис
Боротьбою почав займатися з 1990 року. У 2001 році став срібним призером чемпіонату Європи серед кадетів, а у 2004 — чемпіоном Європи серед юніорів.
Виступає за борцівський клуб «Тор». Тренери — Хакан Ніблом, Річард Свієрад, Ярослав Піцара, Тор Хіллегард Педерсен, Дан Хіллегард Педерсен.

## Спортивні результати на міжнародних змаганнях

### Виступи на Олімпіадах
| Змагання                    | Збірна | Вагова категорія                 | Місце  |
| --------------------------- | ------ | -------------------------------- | ------ |
| Літні Олімпійські ігри 2008 | Данія  | греко-римська боротьба, до 74 кг | 19     |
| Літні Олімпійські ігри 2012 | Данія  | греко-римська боротьба, до 74 кг | 5      |
| Літні Олімпійські ігри 2016 | Данія  | греко-римська боротьба, до 75 кг | Срібло |

### Виступи на Чемпіонатах світу
| Змагання                        | Збірна | Вагова категорія                 | Місце  |
| ------------------------------- | ------ | -------------------------------- | ------ |
| Чемпіонат світу з боротьби 2002 | Данія  | греко-римська боротьба, до 74 кг | 14     |
| Чемпіонат світу з боротьби 2003 | Данія  | греко-римська боротьба, до 74 кг | 32     |
| Чемпіонат світу з боротьби 2005 | Данія  | греко-римська боротьба, до 74 кг | Срібло |
| Чемпіонат світу з боротьби 2006 | Данія  | греко-римська боротьба, до 74 кг | Бронза |
| Чемпіонат світу з боротьби 2007 | Данія  | греко-римська боротьба, до 74 кг | Срібло |
| Чемпіонат світу з боротьби 2009 | Данія  | греко-римська боротьба, до 74 кг | Срібло |
| Чемпіонат світу з боротьби 2011 | Данія  | греко-римська боротьба, до 74 кг | 30     |
| Чемпіонат світу з боротьби 2013 | Данія  | греко-римська боротьба, до 74 кг | 5      |
| Чемпіонат світу з боротьби 2015 | Данія  | греко-римська боротьба, до 75 кг | Срібло |
| Чемпіонат світу з боротьби 2017 | Данія  | греко-римська боротьба, до 80 кг | 17     |

### Виступи на Чемпіонатах Європи
| Змагання                         | Збірна | Вагова категорія                 | Місце  |
| -------------------------------- | ------ | -------------------------------- | ------ |
| Чемпіонат Європи з боротьби 2004 | Данія  | греко-римська боротьба, до 74 кг | 11     |
| Чемпіонат Європи з боротьби 2005 | Данія  | греко-римська боротьба, до 74 кг | 14     |
| Чемпіонат Європи з боротьби 2007 | Данія  | греко-римська боротьба, до 74 кг | 8      |
| Чемпіонат Європи з боротьби 2013 | Данія  | греко-римська боротьба, до 74 кг | 14     |
| Чемпіонат Європи з боротьби 2014 | Данія  | греко-римська боротьба, до 75 кг | Бронза |

### Виступи на Європейських іграх
| Змагання              | Збірна | Вагова категорія                 | Місце |
| --------------------- | ------ | -------------------------------- | ----- |
| Європейські ігри 2015 | Данія  | греко-римська боротьба, до 75 кг | 7     |

### Виступи на Кубках світу
| Змагання                    | Збірна | Вагова категорія                 | Місце |
| --------------------------- | ------ | -------------------------------- | ----- |
| Кубок світу з боротьби 2010 | Данія  | греко-римська боротьба, до 74 кг | 7     |

### Виступи на інших змаганнях
| Змагання                                                        | Збірна | Вагова категорія                 | Місце  |
| --------------------------------------------------------------- | ------ | -------------------------------- | ------ |
| Північний чемпіонат з боротьби 2002                             | Данія  | греко-римська боротьба, до 74 кг | Срібло |
| Міжнародний меморіал Дейва Шульца 2004                          | Данія  | греко-римська боротьба, до 74 кг | Бронза |
| Олімпійський кваліфікаційний турнір з боротьби 2004 (Новий Сад) | Данія  | греко-римська боротьба, до 74 кг | 22     |
| Олімпійський кваліфікаційний турнір з боротьби 2004 (Ташкент)   | Данія  | греко-римська боротьба, до 74 кг | 6      |
| Гран-прі Німеччини з боротьби 2004                              | Данія  | греко-римська боротьба, до 74 кг | Срібло |
| Тор Мастерс 2005                                                | Данія  | греко-римська боротьба, до 74 кг | Золото |
| Північний чемпіонат з боротьби 2005                             | Данія  | греко-римська боротьба, до 74 кг | Золото |
| Гран-прі Німеччини з боротьби 2005                              | Данія  | греко-римська боротьба, до 74 кг | 11     |
| Чемпіонат світу з боротьби серед військовослужбовців 2005       | Данія  | греко-римська боротьба, до 74 кг | Срібло |
| Північний чемпіонат з боротьби 2006                             | Данія  | греко-римська боротьба, до 74 кг | Золото |
| Тор Мастерс 2007                                                | Данія  | греко-римська боротьба, до 84 кг | Золото |
| Тор Мастерс 2008                                                | Данія  | греко-римська боротьба, до 84 кг | Золото |
| Північний чемпіонат з боротьби 2008                             | Данія  | греко-римська боротьба, до 74 кг | Золото |
| Гран-прі Німеччини з боротьби 2009                              | Данія  | греко-римська боротьба, до 74 кг | 9      |
| Тор Мастерс 2010                                                | Данія  | греко-римська боротьба, до 74 кг | Золото |
| Північний чемпіонат з боротьби 2010                             | Данія  | греко-римська боротьба, до 74 кг | Золото |
| Гран-прі Іспанії з боротьби 2011                                | Данія  | греко-римська боротьба, до 84 кг | 5      |
| Henri Deglane Challenge 2011                                    | Данія  | греко-римська боротьба, до 74 кг | Золото |
| Тестовий турнір FILA 2011                                       | Данія  | греко-римська боротьба, до 74 кг | 8      |
| Тор Мастерс 2012                                                | Данія  | греко-римська боротьба, до 74 кг | Срібло |
| Золотий Гран-прі з боротьби 2012 (Сомбатгей)                    | Данія  | греко-римська боротьба, до 74 кг | Бронза |
| Олімпійський кваліфікаційний турнір з боротьби 2012 (Софія)     | Данія  | греко-римська боротьба, до 74 кг | Срібло |
| Кубок Владислава Пітласинські 2012                              | Данія  | греко-римська боротьба, до 74 кг | Срібло |
| Золотий Гран-прі з боротьби 2012 (Баку)                         | Данія  | греко-римська боротьба, до 74 кг | Срібло |
| Тор Мастерс 2013                                                | Данія  | греко-римська боротьба, до 74 кг | Золото |
| Турнір Дана Колова — Ніколи Петрова 2013                        | Данія  | греко-римська боротьба, до 74 кг | 5      |
| Золотий Гран-прі з боротьби 2013 (Сомбатгей)                    | Данія  | греко-римська боротьба, до 74 кг | Золото |
| Золотий Гран-прі з боротьби 2013 (Баку)                         | Данія  | греко-римська боротьба, до 74 кг | Срібло |
| Тор Мастерс 2014                                                | Данія  | греко-римська боротьба, до 80 кг | Золото |
| Золотий Гран-прі з боротьби 2014 (Сомбатгей)                    | Данія  | греко-римська боротьба, до 75 кг | Золото |
| Гран-прі Німеччини з боротьби 2014                              | Данія  | греко-римська боротьба, до 80 кг | Срібло |
| Гран-прі FILA 2015                                              | Данія  | греко-римська боротьба, до 75 кг | 17     |
| Турнір Вехбі Емре і Гаміта Каплана 2015                         | Данія  | греко-римська боротьба, до 75 кг | Срібло |
| Північний чемпіонат з боротьби 2015                             | Данія  | греко-римська боротьба, до 80 кг | Золото |
| Кубок Владислава Пітласинські 2015                              | Данія  | греко-римська боротьба, до 75 кг | 13     |
| Золотий Гран-прі з боротьби 2015                                | Данія  | греко-римська боротьба, до 75 кг | Бронза |
| Північний чемпіонат з боротьби 2016                             | Данія  | греко-римська боротьба, до 75 кг | Золото |
| Кубок Владислава Пітласинські 2016                              | Данія  | греко-римська боротьба, до 75 кг | Золото |
| Північний чемпіонат з боротьби 2017                             | Данія  | греко-римська боротьба, до 80 кг | Срібло |
| Кубок Владислава Пітласинські 2017                              | Данія  | греко-римська боротьба, до 80 кг | 5      |
| Тор Мастерс 2018                                                | Данія  | греко-римська боротьба, до 77 кг | Золото |

### Виступи на змаганнях молодших вікових груп
| Змагання                                          | Збірна | Вагова категорія                 | Місце  |
| ------------------------------------------------- | ------ | -------------------------------- | ------ |
| Північний чемпіонат з боротьби серед кадетів 1998 | Данія  | греко-римська боротьба, до 50 кг | Срібло |
| Чемпіонат світу з боротьби серед кадетів 1999     | Данія  | греко-римська боротьба, до 50 кг | 20     |
| Північний чемпіонат з боротьби серед кадетів 2000 | Данія  | греко-римська боротьба, до 58 кг | Золото |
| Чемпіонат Європи з боротьби серед кадетів 2000    | Данія  | греко-римська боротьба, до 58 кг | 6      |
| Північний чемпіонат з боротьби серед кадетів 2001 | Данія  | греко-римська боротьба, до 69 кг | Золото |
| Чемпіонат Європи з боротьби серед кадетів 2001    | Данія  | греко-римська боротьба, до 63 кг | Срібло |
| Північний чемпіонат з боротьби серед юніорів 2001 | Данія  | греко-римська боротьба, до 69 кг | Бронза |
| Північний чемпіонат з боротьби серед юніорів 2002 | Данія  | греко-римська боротьба, до 69 кг | Золото |
| Чемпіонат Європи з боротьби серед юніорів 2002    | Данія  | греко-римська боротьба, до 69 кг | 6      |
| Північний чемпіонат з боротьби серед юніорів 2003 | Данія  | греко-римська боротьба, до 74 кг | Золото |
| Чемпіонат світу з боротьби серед юніорів 2003     | Данія  | греко-римська боротьба, до 74 кг | 18     |
| Північний чемпіонат з боротьби серед юніорів 2004 | Данія  | греко-римська боротьба, до 74 кг | Золото |
| Чемпіонат Європи з боротьби серед юніорів 2004    | Данія  | греко-римська боротьба, до 74 кг | Золото |